# Ernst Bauer (oficer marynarki)
Ernst Bauer (ur. 3 lutego 1914 w Fürth, zm. 12 marca 1988 w Westerland) – niemiecki oficer marynarki, Korvettenkapitän, dowódca niemieckich okrętów podwodnych U-120 i U-126. W sierpniu 1944 roku, a następnie od października 1944 do kwietnia 1945 roku, dowódca 27. Flotylli U-Bootów. Jeszcze w tym samym miesiącu objął dowództwo 26. Flotylli, które sprawował do kapitulacji Niemiec. Dowodząc powierzonymi sobie dwoma okrętami podwodnymi podczas II wojny światowej, zatopił 25 jednostek przeciwnika o łącznym tonażu 112 014 ton.
16 marca 1942 roku odznaczony Krzyżem Rycerskim jako 104. w Kriegsmarine i 47. w Ubootwaffe.

## Życiorys
W 1933 roku wstąpił do służby w Reichsmarine, po utworzeniu zaś w 1935 roku Kriegsmarine. w 1938 roku przeszedł szkolenie w zakresie pływania podwodnego. Od maja do lipca 1938 roku był oficerem wachtowym na U-10 typu IIB, w lipcu tego roku rozpoczął miesięczne szkolenie  techniczne „Baubelehrung” w stoczni Deschimag AG Weser w Bremie, po czym objął stanowisko 1. oficera wachtowego na U-37, które pełnił do listopada 1939 roku. Rozpoczął wówczas zakończone w styczniu 1940 roku szkolenie dla kandydatów na dowódców okrętów podwodnych. W styczniu rozpoczął ponownie szkolenie „Baubelehrung” w stoczni Flander Werke w Lubece, które ukończył w kwietniu tego roku.
20 kwietnia 1940 roku objął swoje pierwsze samodzielne dowództwo, na U-Boocie U-120 typu IIB – na którym do 25 listopada 1940 roku nie odbył żadnego patrolu. Od listopada 1940 do lutego 1941 służył w 21. Szkolnej Flotylli U-Bootów, po czym od lutego do marca 1941 ponownie przechodził szkolenie techniczne „Baubelehrung” w Deschimagu w Bremie. 22 marca 1941 roku objął dowództwo U-126 typu IXC. Na tej jednostce odbył pięć patroli, podczas których zatopił 24 statki o łącznej pojemności 111 564 BRT oraz uszkodził cztery o łącznej pojemności 31 304 BRT. Zatopił też jeden okręt o wyporności 450 ton. 28 lutego 1943 toku zszedł z okrętu. W uznaniu swojej skuteczności na tym stanowisku, 16 marca 1942 roku odznaczony Krzyżem Rycerskim jako 104. w Kriegsmarine i 47. w Ubootwaffe.
W sierpniu 1944 roku objął na krótko dowództwo 27. Flotylli U-Bootów, które ponownie sprawował od października 1944 do kwietnia 1945 roku. W tym samym miesiącu powierzono mu dowództwo 26. Flotylli, które sprawował do kapitulacji Niemiec. Został wówczas aresztowany i do października 1945 roku przetrzymywany w szpitalu wojskowym w Mürwik. Uwolniony 31 grudnia 1945 roku. Zmarł 12 marca 1988 roku w Westerland.